# Förbundet Tillsammansskapet
Förbundet Tillsammansskapet är ett ideellt, partipolitiskt och religiöst obundet förbund som samlar föreningar, nätverk och aktivistgrupper som verkar för en stark lokal sammanhållning för att motverka rasism med icke-våld. 
Förbundet arbetar med en arbetsmetod som kallas community organizing, på svenska översatt till lokalsamhällsorganisering. Förbundet består idag av drygt 20 lokalgrupper som finns framförallt på landsbygden samt i mindre- och mellanstora städer i Sverige. Lokal sammanhållning ses av förbundet som en väg emot högerextremism och nazism, där man vill överbygga polarisering och splittring som ett resultat av en nedmonterad välfärd, ökade samhällsklyftor och ett krympande föreningsliv. Många av grupperna arbetar med frågor om flyktingars rättigheter, men förbundet vill även koppla flyktingars rättigheter med andra marginaliserade gruppers rättigheter.

## Historik
Tillsammansskapet bildades 2014 som en plattform för lokala antirasistiska grupper av Stiftelsen Expo på initiativ av bland annat Alexander Bengtsson. Inspiration till plattformen hämtades från Expos brittiska systerorgan Searchlight och deras kampanj Hope not hate. Syftet med plattformen var erbjuda verktyg, kunskap och inspiration för partipolitiskt och religiöst obundna lokalgrupper att kämpa mot rasism och högerextremism i sina lokalsamhällen under icke-våldsprincipen. 2016 blev Tillsammanskapet en fristående organisation enligt beslut från förbundets lokalgrupper, men fortsatte att samarbeta med Expo. 2017 meddelade Expo i ett pressmeddelande att de avslutade samarbetet för att värna sitt journalistiska oberoende, då de ansåg att Tillsammanskapet "utvidgat sin verksamhet till att även omfatta politiskt arbete på höger-vänsterskalan och inom andra frågor än antirasism".